# Sojuela
Sojuela es un municipio de La Rioja (España) situado a 15 km de Logroño que cuenta con una población de 570 habitantes (2022). 

## Historia
Aparece por primera vez en una memoria redactada por García Sánchez II de Pamplona en la que se procede a restaurar el monasterio de San Julián.
En 1044, García el de Nájera donó las villas de Medrano y Sojuela al monasterio de San Julián de Sojuela, lugar en que se han hallado sepulturas medievales. Fue una de las siete villas de Campo por privilegio de la reina Estefanía.
Años más tarde, durante la regencia de Estefanía, Sojuela se convirtió en una de las Siete villas del campo junto con Entrena, Fuenmayor, Hornos de Moncalvillo, Velilla de la Rad, Medrano y Navarrete favoreciéndose del privilegio de unión y otros derechos.
Hasta 1811 cuando se llevó a cabo la abolición de los señoríos, perteneció a los marqueses de Villacampa.
En 1790 Sojuela fue uno de los municipios fundadores de la Real Sociedad Económica de La Rioja, la cual era una de las sociedades de amigos del país creadas en el siglo XVIII conforme a los ideales de la ilustración.

## Geografía humana

### Demografía
Cuenta con una población de 659 habitantes (INE 2024).
| Gráfica de evolución demográfica de Sojuela entre 1842 y 2021                                                                                                |
| |
| Población de derecho según los censos de población del INE Población de hecho según los censos de población del INEEn este censo se denominaba Sojoela: 1842 |

Tras la construcción del campo de golf, el municipio de Sojuela, ha conseguido parar el éxodo demográfico y ha tenido un gran aumento demográfico. Además esto ha supuesto la llegada de familias jóvenes al municipio, y por tanto numerosos niños, que frenan el envejecimiento de la población. Este aumento demográfico se ha visto acelerado tras la pandemia de Covid-19, que llevó a mucha gente de los núcleos urbanos a mudarse a los núcleos rurales, buscando espacios verdes y espacios más amplios, eligiendo núcleos cercanos a la capital, Logroño, como es el caso de Sojuela.
El desarrollo demográfico de la localidad de Sojuela en el siglo XXI ha sido de un incremento constante, tal y como se puede observar en el siguiente gráfico:
| Gráfica de evolución demográfica de Sojuela (localidad) entre 2000 y 2022                        |
|                                                                                                  |
| Población de derecho (2000-2022) según los censos de población del INE a 1 de enero de cada año. |

## Administración
| Periodo   | Nombre                        | Partido |
| --------- | ----------------------------- | ------- |
| 1979-1983 | Emiliano Romero Fernández     | UCD     |
| 1983-1987 | Florentino Martínez Martínez  | PSOE    |
| 1987-1991 | Matías Barragán Romero        | PSOE    |
| 1991-1995 | Antonio Fernández Navajas     | PP      |
| 1995-1999 | Antonio Fernández Navajas     | PP      |
| 1999-2003 | Emilio Ruiz Álvarez           | PSOE    |
| 2003-2007 | Milagros Díez González        | PSOE    |
| 2007-2011 | Milagros Díez González        | PSOE    |
| 2011-2015 | Miguel Ramón Pajares Chávarri | PP      |
| 2015-2019 | Miguel Ramón Pajares Chávarri | PP      |
| 2019-2023 | Tomás Juan Corral Padilla     | PP      |

## Lugares de interés

### Edificios y monumentos
- Iglesia parroquial de Santa María del Pópulo, de sillería del[siglo XVI; consta de una nave con coro alto a los pies. La torre de tres cuerpos fue realizada a partir de 1650 por el cantero Jacinto de Loredo.

### Museos
- Casa de la Nieve de Moncalvillo. Es un centro de interpretación acerca de las neveras de la sierra de Moncalvillo.

### Parques y Jardines
- Balsa de Sojuela.
- Fuente de María Albelda.
- Sierra de Moncalvillo.

## Fiestas
- El último fin de semana de enero se celebra la Marcha Neveras de Sojuela. Este acto se inició en 2007.
- Segundo sábado de mayo: fiestas de la Virgen.
- Último de agosto: San Judas Tadeo.

## Economía
La economía de Sojuela se basa en la agricultura y la ganadería. La construcción del campo de golf a partir del año 2003 ha supuesto un impulso en su desarrollo económico.
Sojuela es uno de los municipios pertenecientes a la Denominación de origen calificada Rioja. Pese a no contar con bodegas inscritas en la denominación, tiene una superficie total plantada de 122,49 ha de las cuales 93,91 están dedicadas al cultivo de la uva tinta y 28,58 de uva blanca.

## Personas destacadas
- Diego y Enrique Fernández de Medrano, caballeros de la Orden de Calatrava.